# オレンダ・エンジンズ
オレンダ・エンジンズ（Orenda Engines）は、カナダの航空用エンジンの製造会社で部品の供給業者である。後にホーカーシドレー・カナダになった初期のアブロ・カナダ複合体の一部で、1950年代から1970年代にかけて多くの軍用ジェットエンジンを生産し、カナダ最大のエンジン供給と修理を担う企業だった。

## 歴史

### 起源
会社の起源は第二次世界大戦まで遡る。大戦中、カナダ国立研究所(NRC)はアメリカ航空NACAやイギリスの王立航空機研究所に似た小規模な航空機の研究を行っていた。1942年に彼らは2名の研究者をイギリスに調査のために派遣してカナダは重複を避けてどの分野の調査を重点的に取り組むべきか報告を得た。
多くの項目の中でフランク・ホイットルによって最初の作動するジェットエンジンの研究が注目された。当時、カナダ空軍(RCAF)は彼らの航空機のエンジンをアメリカとイギリスに依存している事が懸念材料だった。RCAFとNRCは新しい分野であるジェットエンジンこそがカナダにとってエンジン技術で速やかに追いつくべきであると感じた。他の報告ではイギリスで実用化に向けて開発が進行中であるとあり、カナダはイギリスに出来るだけ早く援助する機会を覗った。
翌年、NRCの複数の航空力学研究所のメンバーがイギリスに渡り、1943年5月彼らはバンク報告書として知られる最高機密のイギリスにおけるジェット推進開発に関する報告を提出した。彼らの調査による提言では寒冷気候を利用する事によってイギリスではまだ実施されていないジェットエンジンの試験を行うというものだった。他の提言では彼ら独自のエンジン会社を出来るだけ早く設立するというものだった。

### ターボ リサーチ
報告書の助言により1944年3月政府はターボ リサーチを国有企業として設立した。会社は1944年7月1日に登録され、Leasideのリサーチ・エンタープライズ社の使用されていない工場を拠点とした。Paul Dilworthは主任設計者として、Winnett Boydは当初、燃焼の技術者として後に主任設計者としてイギリスへ渡ったNRCのチームの複数のメンバーは新会社へ移籍した。
チームは当初、一連のホイットルの遠心式圧縮機の設計を元に調査してTR.1と発展型のTR.2からさらに最大のTR.3まで調査したが、チームの方針が軸流式圧縮機を用いるTR.4, と後にチヌークとして知られる設計に転換したために、いずれもこれらの設計は初期の調査の段階に留まった。

### アブロ カナダ
ほぼ同時期、オンタリオ州マルトンのビクトリー・エアクラフト社の工場を新しいA.V. Roe カナダ (アブロ・カナダ)の工場に転換中だった。1946年の春に政府は全てのエンジンの開発を民営化し、ターボ・リサーチはアブロに売却され、Paul Dillworthはガスタービン部門の主任技術者に就任して現在のアブロの工場はトロント・ピアソン国際空港の外に移転した。
カナダで設計されたジェットエンジンであるTR.4の作業は継続された。チヌークと呼称されるようになり、1948年3月に初めて運転して推力2,600 lbf (12,000 N)を出した。オレンダに移る前に3基のみが製造された。

### オレンダ ターボジェット

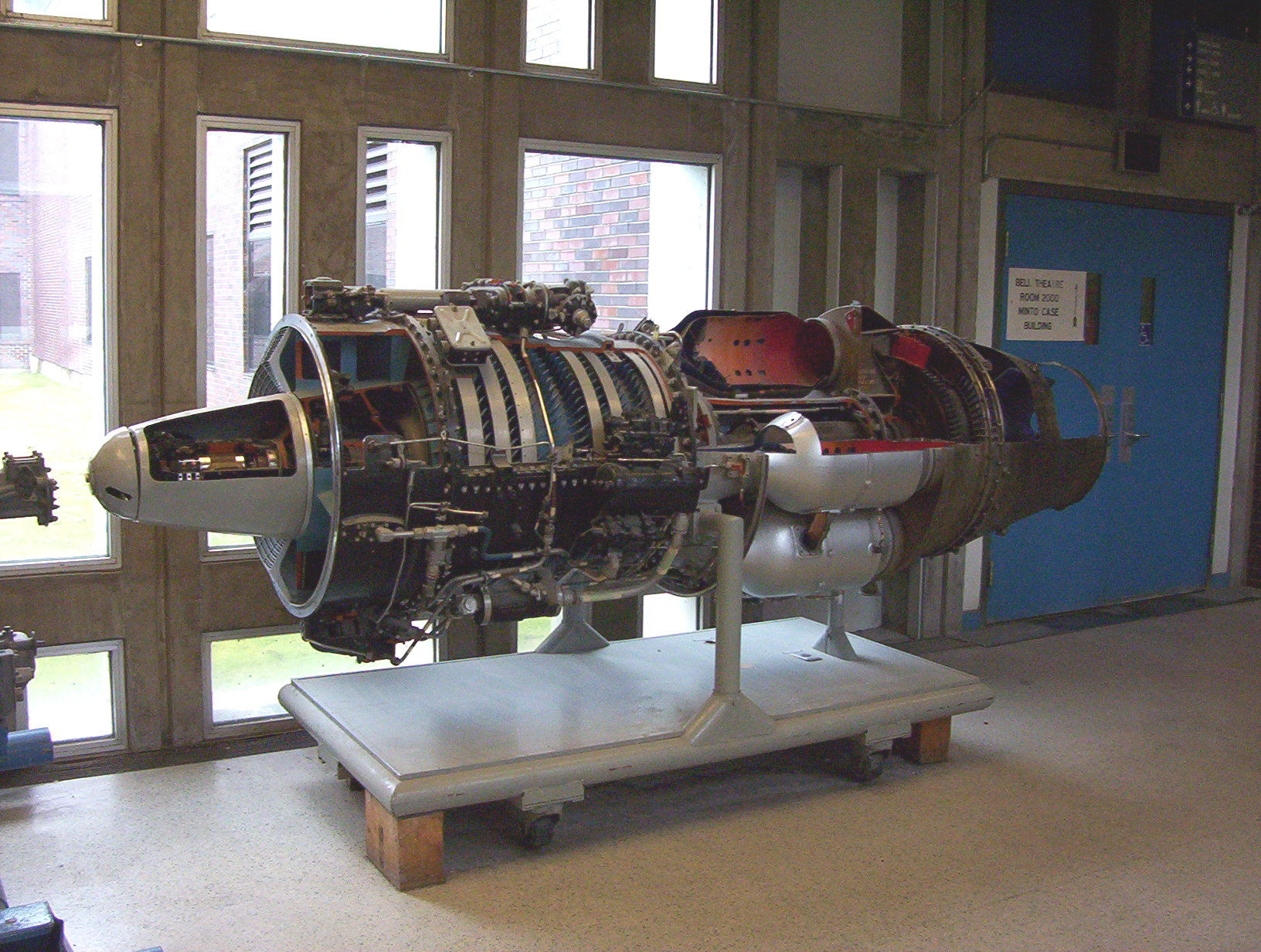
カールトン大学で展示されるオレンダエンジン

TR.4の作業はこの期間中も継続されたが1946年の夏にアブロ・カナダ社は新たな推力6,500lbf (28.9 kN)のエンジンをCF-100 カナック要撃機のために開発を打診された。その結果、本質的にはチヌークの設計を単純に拡大したTR.5 オレンダの作業を継続し生産と試験チームは速度を速めた。
オレンダの設計はチヌークと似ていたの試作機の製造は1年以内に完了して1948年2月に試運転した。試験はオンタリオ州ノーベルのカナディアン・インダストリーズの所有する工場の屋外で実施された。最初の2月の運転から晩秋の量産開始にかけて試作機は1000時間以上運転され、当時の記録を樹立した。量産開始時において1952年まで世界で最も強力なエンジンだった。1958年7月に最後のエンジンが出荷されるまで複数の派生型を含む約4000基のオレンダが生産された。
オレンダはCF-100のために量産に入り、カナダとベルギー空軍で使用された。カナディア・セイバーの後期型もゼネラル・エレクトリック J47の代わりに同様にオレンダを搭載したことにより加速性や性能が大幅に向上し、F-86の性能の王冠を複数回にわたって保持した。カナディア・セイバーは同様に輸出も好調で西ドイツ空軍、南アフリカ空軍、コロンビア、パキスタン空軍にも輸出された。複数回にわたりアメリカ空軍は彼ら独自のオレンダを動力とするバージョンであるF-86Jの計画は後により強力な超音速飛行の設計に切り替えた事により立ち消えになったが量産を検討した。Jacqueline Cochran は借用した機体で音速の壁を破り、ボーイングはカナディア・セイバーを1962年から1980年代初頭までボーイング727旅客機から全てのボーイング旅客機の開発中に追跡機として使用した。

### オレンダ イロクォイ

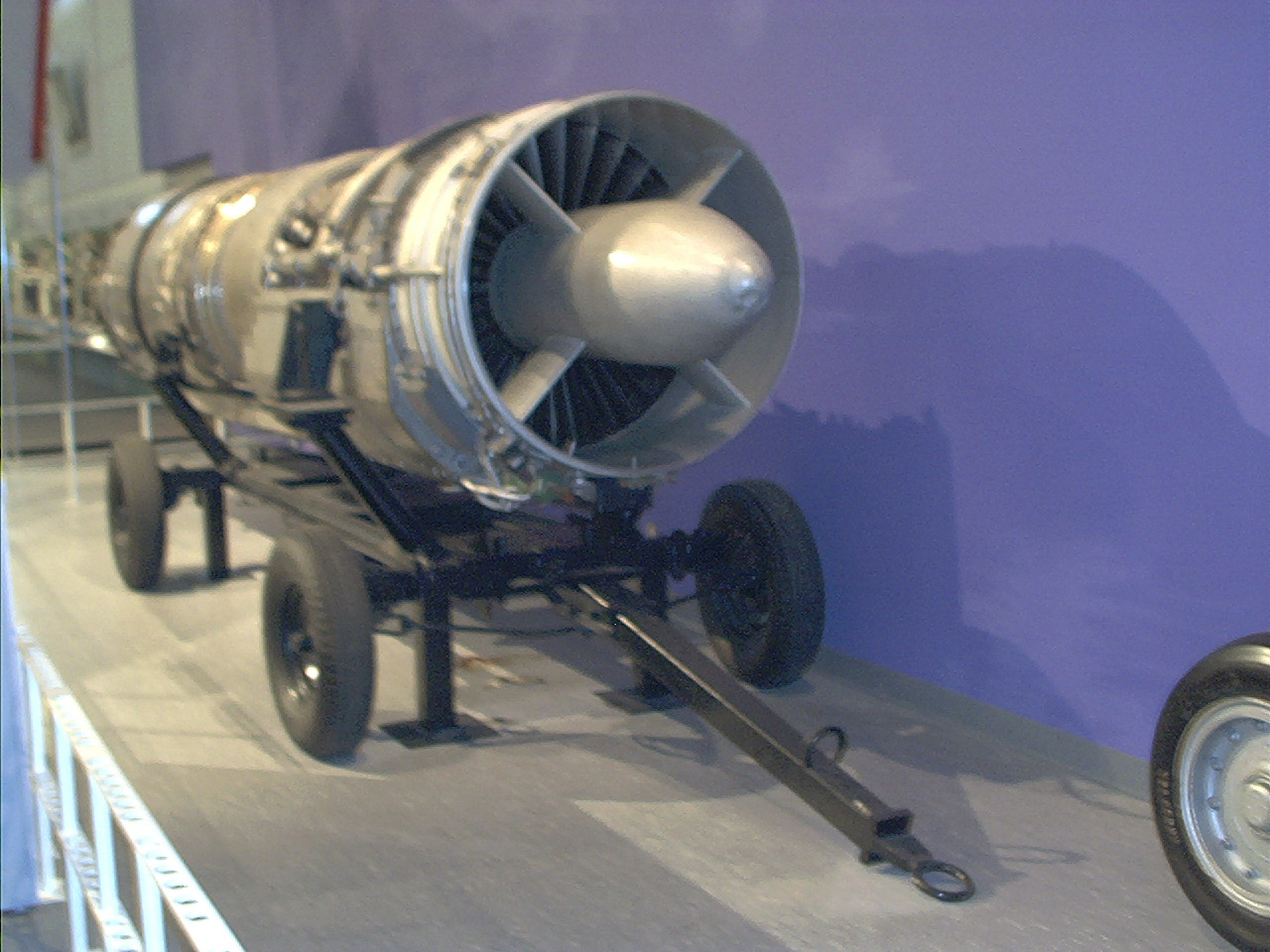
オレンダ イロクォイ エンジン

1953年、アブロ・カナダ社は再度オレンダ社にCF-105 アロー計画用のエンジンの生産を打診した。アブロ社はイギリス(一つはアメリカでのライセンス生産)からの3種類の異なるエンジンの中から一種類を選ぶように迫られたがこれらの計画は全て遅延しつつあった。オレンダ社は即座に独自設計のPS.13 イロクォイを提案した。再び、オレンダ社は新型エンジンの試作機を1953年に開発を開始して1954年5月に完了して製造して1954年12月に試作機の製造と運転に入るという短期間で達成できた。試験期間中イロクォイはアフターバーナー未使用時19,250 lbf (85.6 kN)、アフターバーナー使用時25,000 lbf (111 kN)を発揮して世界で最も強力なエンジンだった。空気力学的に最高性能に適合する高度50,000 feet (15,200 m)でマッハ2に到達した。7,000時間の開発試験で高度70,000 フィート(21,300 m)を模擬した状況でマッハ2.3に到達した後、1959年2月20日にアローと共にイロクォイの計画は中止された。

### オレンダ エンジンズ
1955年に別の再編成によりオレンダ エンジンズの設立に繋がった。アブロ・カナダは後にアロー計画の中止で消滅する予定だったが、オレンダはエンジンの修理を主要な事業にする事で生き延びる事を企図した。
1959年の晩夏にRCAFはロッキード社のF-104 スターファイター戦闘機をカナディアで製造するために選定した。カナダ政府は既にゼネラル・エレクトリック J79の製造権を有しておりオレンダはエンジンの製造契約を与えられた。最初のエンジンは最初の設計図を受け取ってからちょうど14ヵ月後の1960年12月に完成した。オレンダはJ79をRCAFとアメリカの相互援助計画に基づきアメリカ向けに生産した。478基のエンジンがオレンダ社から出荷され、そのうちいくつかは今尚トルコ空軍で運用される。
1962年初頭、オレンダは同様にカナディア CL-41練習機のためのゼネラル・エレクトリック J85の量産契約を勝ち取りライセンス生産した。J85-CAN-40として知られる最初のエンジンは1963年9月に出荷され、1965年10月に最後の出荷がおこなわれた。
派生型エンジンの生産はアフターバーナーを備えたJ85-CAN-15は1967年にカナディアがライセンス生産を担当するノースロップ F-5の王立カナダ空軍仕様であるカナディア CF-5用として1967年6月から1974年5月にかけて609基のエンジンがカナダ、王立オランダ空軍、ベネズエラ空軍向けに生産された。
オレンダは同様に産業用ガスタービンの製造も開始した。150基あまりがカナダ、アメリカ、ベネズエラ、ニュージーランド、中国、イングランド、アラブ首長国連邦等でのガスの圧縮や石油ポンプや発電用や他の用途のために販売された。これらの大半は現在でも稼動中で多くは過酷な環境での使用に耐える仕様で累計運転時間は150,000時間に達する。

### オレンダ エアロスペース
マゼラン・エアロスペース社は1980年代にカナダ資本で経営されるフリート・エアロスペース、フリート産業の資産によって設立され、その後数年間で、オレンダを含む複数の航空宇宙企業を攻撃的に買収して業容を拡大してオレンダ・エアロスペースに社名を変更して現在はマゼラン・リペア、オーバーホール&インダストリアルになった。さらに完成したガスタービンエンジン、極めて高精度の回転構成要素と定置式エンジンの構成要素を製造するために1970年代以降、ゼネラルエレクトリック、プラット&ホイットニー、ロールスロイスplc等のOEMと修理、分解整備の事業も同様に進める。
オレンダエアロスペース社は600馬力のオレンダ OE600エンジンをゼネラルアビエーション用に開発し、1990年代に発売した。資金が不足している時期で9/11のアメリカの同時多発テロ後の市場の冷え込みもあり、2005年に軍用の契約をするまでOE600は"保留"された。テキサスのTRACE エンジンズがオレンダの設計の全ての権利を買収した。

## 製品
- アブロ・カナダ チヌーク
- アブロ・カナダ オレンダ
- オレンダ イロクォイ

ライセンス生産
- ゼネラル・エレクトリック J79
- ゼネラル・エレクトリック J85